# 498394 Zhangbosheng
498394 Zhangbosheng este o planetă minoră (asteroid) din centura de asteroizi. A fost descoperită pe 9 noiembrie 2007 la Xuyi County⁠(d) de . 
Obiectul prezintă o orbită caracterizată de o semiaxă mare de 2,2718231826349 UAi, o excentricitate de 0,2048706890316, o înclinație de 4,6114887957579 ° în raport cu ecliptica.